# Nachtsender 1212
Nachtsender 1212, Radio 1212, także Operation Annie – propagandowa i dywersyjna rozgłośnia radiowa prowadzona przez Biuro Informacji Wojennej i nadająca w latach 1944-1945 z Luksemburga na falach długich, na częstotliwości 247 kHz na fali o długości 1212 m, z nadajnika o sile 30 kW. Rozgłośnia była finansowana przez rząd Stanów Zjednoczonych i nadawała przez 127 kolejnych nocy. Emitowała program radiowy skierowany do mieszkańców Niemiec, skoncentrowany głównie na informacjach frontowych, choć, w przeciwieństwie do poważnych i napuszonych rozgłośni niemieckich, program radia przypominał produkcje nadawców komercyjnych. W drugiej fazie swojej działalności rozgłośnia prowadziła również działalność dywersyjną. Działalność zakończyła, gdy w związku z nadchodzącym kresem wojny, mogło dojść do dekonspiracji.

## Powstanie rozgłośni
Cztery tygodnie po zajęciu Luksemburga przez nazistów, rozgłośnia i nadajniki zostały przejęte przez oddziały Wehrmachtu, którzy nadawali stamtąd do października 1940. Następnie nadajnik został przejęty przez Reichs Rundfunk Gesellschaft i był wykorzystany do szerzenia propagandy hitlerowskiej. Nadawał stamtąd m.in. stracony później Lord Hau-Hau – Irlandczyk William Joyce. 22 maja 1944 roku podpisano umowę między luksemburskim rządem na uchodźstwie i Stanami Zjednoczonymi, na mocy której jednostki SHAEF (Supreme Headquarter of Allied Expeditionnary Forces) i podległa im Psychological Warfare Division mogły korzystać z tych urządzeń radiowych. W efekcie utworzona rozgłośnia Nachtsender 1212 nadawała z Luksemburga, choć oficjalnie utrzymywano, że nadaje z terenu Niemiec, a dokładnie z Nadrenii i prowadzona jest przez grupę z Nadrenii krytyczną wobec rządu nazistowskiego. W istocie rozgłośnię prowadziła amerykańska 12 Grupa Armii (American 12th Army Group) oraz wydział operacji wojny psychologicznej armii. Operacja została zatwierdzona przez generała McClure 5 grudnia 1944, mimo opozycji w niektórych jednostkach odpowiedzialnych za planowanie. W pierwotnym założeniu radio miało nie nadawać muzyki ani innych programów rozrywkowych, a skupić się na komunikatach natury czysto militarnej; wszystkie założenia uchylono jednak na dwa tygodnie przed rozpoczęciem nadawania. Nazwa radiostacji nawiązywała do długości fali nadawania.
Siedziba radia znajdowała się w Luksemburgu, po wycofaniu się armii niemieckiej z kraju, w budynku zajmowanym uprzednio przez Gestapo. Pozostałe po Niemcach plakaty, flagi i inne obiekty wykorzystano do kamuflażu, by zbudować odpowiednie emploi stacji rzekomo niemieckiej. Pracowników rozgłośni celowo umieszczono poza siedzibą Radia Luksemburg, w której zatrudnieni pracowali w godzinach dziennych. Program Radia 1212 przygotowywano w godzinach 22.00 – 1.00, bezpośrednio przed emisją na żywo.

## Program

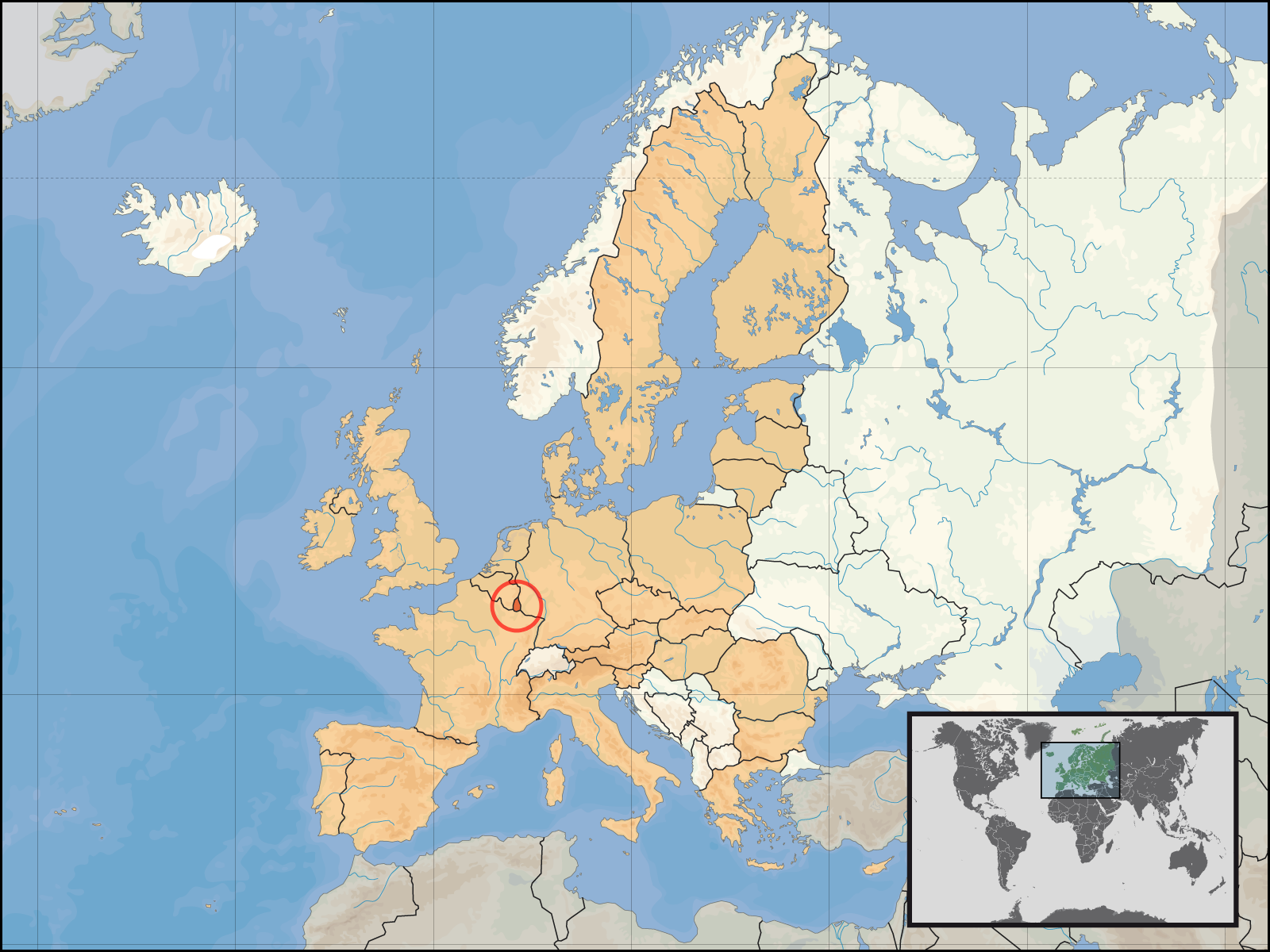
Położenie nadajnika rozgłośni Nachtsender 1212

Program nadawany był w języku niemieckim i rozpoczynał się wezwaniem "Mówi 1212, mówi 1212...". Emisja prowadzona była w godzinach nocnych i wcześnie rano od 2.00 do 6.30. Nadawano informacje prawdziwe, zmieszane z plotkami, pogłoskami i informacjami celowo zafałszowanymi. Celem było wzniecenie niepokojów i zamieszek, a nawet rewolucji na terenie III Rzeszy. Program rozgłośni różnił się sposobem prowadzenia od państwowych radiostacji niemieckich i wzorowany był na rozgłośniach komercyjnych.
Program składał się z wyraźnych, oddzielonych od siebie segmentów, które łączył ze sobą główny spiker stacji Benno Frank, mieszkaniec Nadrenii, operujący bezbłędnym nadreńskim akcentem, który jeszcze przed wybuchem wojny otrzymał obywatelstwo amerykańskie. Po powtórzonym trzykrotnie sygnale wywoławczym stacji następowało kilka taktów ludowej pieśni "Głęboko na dnie Renu leży korona", po czym podawano aktualności z frontu wschodniego i zachodniego. Te ostatnie były prawie zawsze prawdziwe i obiektywne, czasem nawet przesadzone na korzyść Niemców, z uwzględnieniem wszystkich porażek aliantów. Wiadomości z frontu wschodniego miały wydźwięk pesymistyczny i tworzyły wrażenie „pogromu” dokonywanego przez Armię Czerwoną. Między kolejnymi powtórzeniami informacji z frontu grano nadreńską muzykę ludową z płyt zarekwirowanych Luksemburczykom i Belgom. Następnie nadawano relacje naocznych świadków alianckich nalotów na niemieckie miasta. Materiały zdobywano z obserwacji dokonywanych głównie z materiałów zdjęciowych. Po następnej piosence z płyty nadawano „informacje krajowe”, np. dot. cen i osiągalności produktów w Niemczech, systemu kartkowego i podobne. Ten segment programu traktowany był nieufnie przez wielu rodowitych Niemców, którzy przez to identyfikowali rozgłośnię jako „wrogą”. W niedziele podawano wyniki meczów piłkarskich, co kłóciło się z praktyką radia niemieckiego, które podawało wyniki sportowe dopiero w poniedziałek, po ukazaniu się ich w prasie. Wyniki otrzymywano od niemieckiej agencji DNB (Deutsches Nachrichtenbüro). Stosowano również delikatniejsze metody propagandy, uciekając się do niedomówień i aluzji. Przykładowo w jednej z audycji opisywano ceremonię odznaczania pracowników niemieckiej kolei, z których większość była w Niemczech na robotach przymusowych. Radio podało: „Na koniec uroczystości przemówienia zostały przetłumaczone dla zgromadzonych pracowników na język polski, węgierski i słowacki”.

## Okres dywersji
Polityka stacji zmieniła się po przełamaniu frontu nad Mozelą, kiedy to generał Dwight Eisenhower polecił, by fałszować informacje. Zaczęto podawać nieprawdziwe informacje o rzekomych zwycięstwach aliantów i poddawaniu się oddziałów niemieckich. Miało to na celu spowodowanie paniki u Niemców i ich wycofywanie się z okolic frontu. Ogłoszono również rzekome powstanie grupy „Nowe Niemcy” i podawano komunikaty do oddziałów tych grup w różnych miastach niemieckich. 6 kwietnia 1945 wezwano do rewolty przeciw niemieckiej władzy. Informacje dla „Nowych Niemiec” przekazywane były głosem nowego pracownika radia, przedstawiającego się jako George. Radio zdołało wywołać rozruchy w pięciu wsiach. Za jeden z sukcesów radia podaje się skierowanie sił Wehrmachtu prosto w aliancką zasadzkę po zdobyciu mostu Remagen w pobliżu Andernach w górach Eifel. Rozgłośnia podała, że istnieje tylko jedna droga odwrotu, właśnie ta, na której zorganizowano zasadzkę.
Rozgłośnia nadawała przez 127 kolejnych nocy. W ostatnią noc nadawania rozgłośni, 25 kwietnia 1945 zainscenizowano rzekome przejęcie radiostacji przez wojska alianckie, któremu towarzyszył zanik fali radiowej. Ostatnim głosem na fali było: „Alianci przejmują stację! Puść płytę!” w akompaniamencie krzyków i strzałów.

## Odbiór
Radio nadając z nadajnika o dużej mocy 30 kW na daleko rozchodzących się falach długich było dobrze słyszalne w Niemczech w godzinach nocnych. Rozgłośnia uzyskała popularność jako jedna z nielicznych nadających w tym czasie. Dysponowała silnym sygnałem i była odbierana na obszarach przyfrontowych. Powszechnie wierzono, że Nachtsender 1212 jest krytyczną wobec władz nazistowskich rozgłośnią prowadzoną przez Niemców, prawdopodobnie jedną z organizacji podziemnych. Uważano ponadto, że radio podaje prawdziwe i godne zaufania informacje, zwłaszcza że wiele informacji było weryfikowalnych, np. podawane adresy zniszczonych budynków. Jej rzekoma „niemieckość” powodowała, że była słuchana oficjalnie, podczas gdy za słuchanie radiostacji zagranicznych groziła kara śmierci. Po raz pierwszy historię Nachtsender 1212 opowiedział w 1946 roku czeski reżyser Hans H. Burger w dzienniku The New York Times.